# Městské opevnění (Toužim)
Městské opevnění v Toužimi je jedinečným dokladem městských fortifikací poddanského města v období pozdní gotiky v rámci střední Evropy. Nejstarší části fortifikací pocházejí z doby založení města v roce 1469 a přestože v průběhu 19. a 20. století došlo k rozsáhlým asanacím, dochovaly se jejich významné fragmenty. Ty byly prohlášeny v roce 1992 za kulturní památku a spolu s územím historického jádra se v roce 1992 staly součástí městské památkové zóny Toužim. Od devadesátých let 20. století město provádí opravy hradeb. 

## Historie
Vznik městských fortifikací města Toužimi souvisí s neklidnou dobou bojů mezi panovníkem Jiřím z Poděbrad a odbojnou katolickou Zelenohorskou jednotou. Toužimské panství tehdy bylo v zástavním držení stoupence Jiřího z Poděbrad, kališnického šlechtice Jana z Vřesovic. V roce 1469 bylo katolickým vojskem pánů z Plavna vypleněno město Útvina, náležející k toužimskému panství. Na žádost Jana z Vřesovic vydal král Jiří z Poděbrad 8. července 1469 listinu, kterou povolil útvinským měšťanům přenést jejich obec z vypleněné Útviny na novou obec u hradu Toužimi. Nové město mělo být pojmenováno po hradu a aby bylo do budoucna lépe chráněno před nepřáteli, udělil městu právo hradeb (…Tímto propůjčujeme řečeným obyvatelům města plnou moc, aby město znovu vystavěli na tom místě, jež se jim zdá lépe způsobilé, zdmi, příkopy, valy a jiným opevněním aby jej ohradili …“). Městské opevnění bylo v následujících staletích dále upravováno a opravováno, zejména po velkých požárech města v letech 1485, 1620 (podle dochované zprávy vyhořela městská věž a až na jednu i všechny městské brány a věže městských hradeb), 1652, 1752.
Při rozšiřování městské zástavby na předměstích zanikly některé prvky původního gotického opevnění, zejména příkopy a valy a parkány na kterých vznikala nová zástavba a ulice. Nově vzniklo ohrazení části předměstí. V důsledku požárů a výstavby císařské silnice z Plzně do Lokte v 19. století byly odstraněny všechny tři městské brány, přestože město usilovalo o jejich obnovu. Po protržení hráze při povodni v roce 1872 zanikl Zámecký rybník. V důsledku neúdržby a nové výstavby postupně zanikaly další části opevnění.   

## Hradební systém

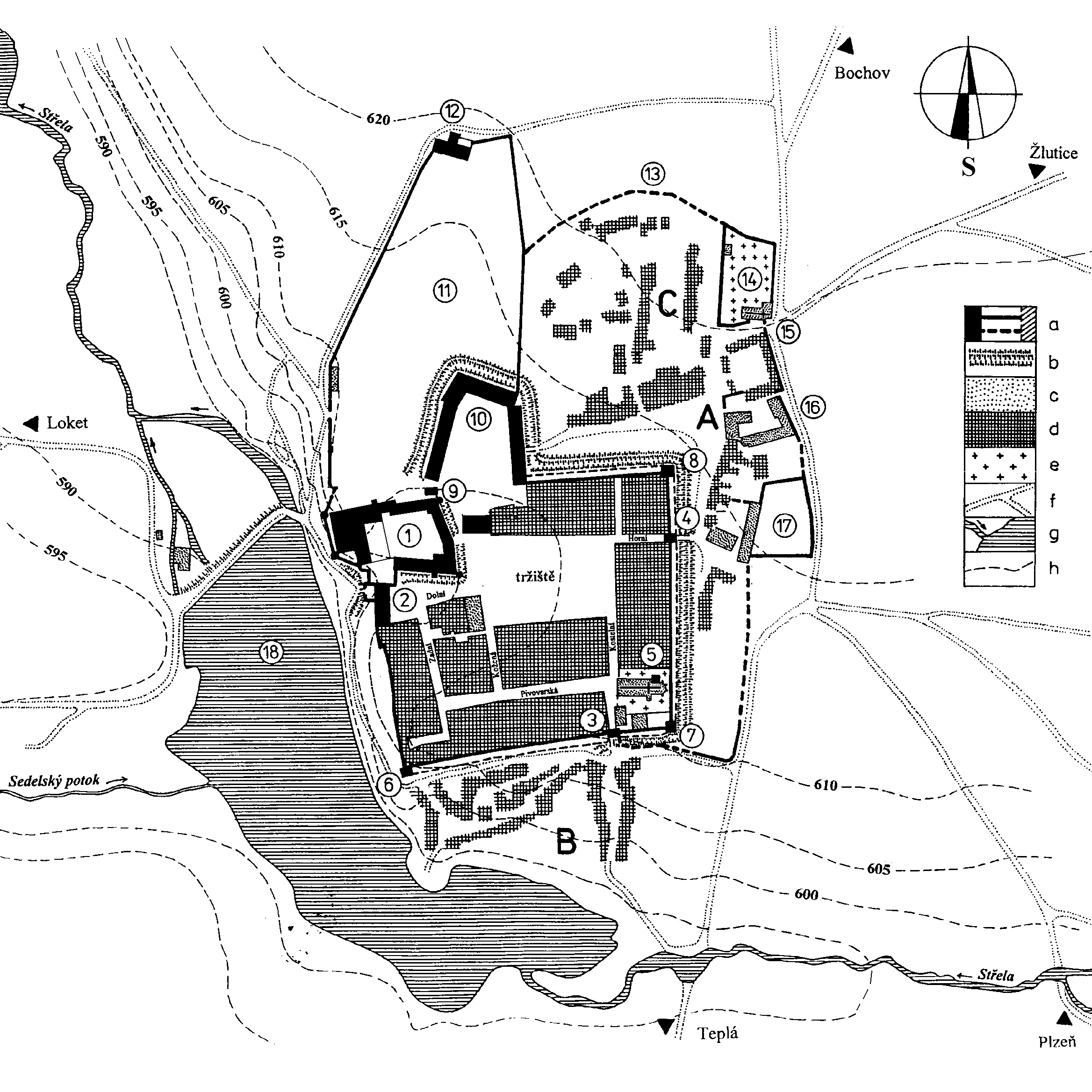
Plánek městských fortifikací kolem roku 1625

Fortifikační systém města Toužimi byl formován přírodními podmínkami a sídelní situací lokality. Město bylo založeno u gotického hradu Toužim, na vyvýšené terase v ohybu říčky Střely. Fortifikace hradu se staly autonomní součástí městských fortifikací, které navíc dokonale využily geografických poměrů. Jižní a západní strana hradeb gotického jádra města byla založena na hraně terasy, kde ji chránil svah říčního údolí a zamokřená údolní niva s korytem řeky, následně zatopená Zámeckým rybníkem. Město bylo založeno na pravidelném, mírně lichoběžníkovém, orientovaném půdorysu, takže jeho severozápadní část tvořil areál hradu situovaný na hraně údolního svahu. Na jeho opevnění navázaly hradby města. V 16. a 17. století byl fortifikační systém dále rozšiřován o areál poplužního dvora, zámeckou zahradu a ohrazené Předměstí.

### Městská hradba
Městská hradba středověkého jádra města byla tvořena čtyřmi téměř rovnými úseky zděné kamenné hradby. Na západní, jižní a východní straně byla prolomena městskými branami, v jihozápadním, jihovýchodním a severovýchodním nároží byly do hradby vsazeny hradební věže či bašty. Provedení hradby není známé, ze zachovaných fragmentů je zřejmé, že byla poměrně subtilní a že ji tvořilo zdivo z lomového kamene zděného na hliněnou maltu, byla silná 0,75 až jeden metr, vysoká až pět metrů. S ohledem na dobu vzniku lze předpokládat, že hradba umožňovala aktivní obranu, při koruně vnitřní strany hradby se mohl nacházet dřevěný ochoz a ve zdivu střílny.

### Parkánová hradba
Hradební zeď byla doplněna subtilní parkánovou zídkou, která byla vybudována zejména na severní, západní a jižní straně. Na západní straně, která byla chráněná hůře přístupným a prudkým svahem a údolní nivou, resp. Zámeckým rybníkem, parkánová zeď chyběla, případně byla nahrazena dřevěným plotem. Šířka parkánu byla 1,5 až 3 metry. Parkánová zídka navazovala na nárožní hradební bašty či věže a na městské brány. Od 17. století byla parkánová hradba rozebírána nebo byly parkány zastavovány novou předměstskou zástavbou.   

### Věže
V jihozápadním, jihovýchodním a severovýchodním nároží byly do hradby vsazeny věže či bašty (neznáme jejich původní výšku, v historických pramenech se označovaly jako věže). Hranolové stavby byly zděné z kamene a svým obdélným půdorysem zčásti vystupovaly před hradební zeď, aby umožňovaly flankování (boční ostřelování) prostoru před hradbou. V 18. století již městské fortifikace ztrácely význam, jihozápadní věž byla zbořena a zbývající dvě, jihovýchodní a severovýchodní hradební věže byly přestavěny na obytné domy, dnes tvoří jádra domů čp. 63 a 119.

### Městské brány

#### Dolní městská brána

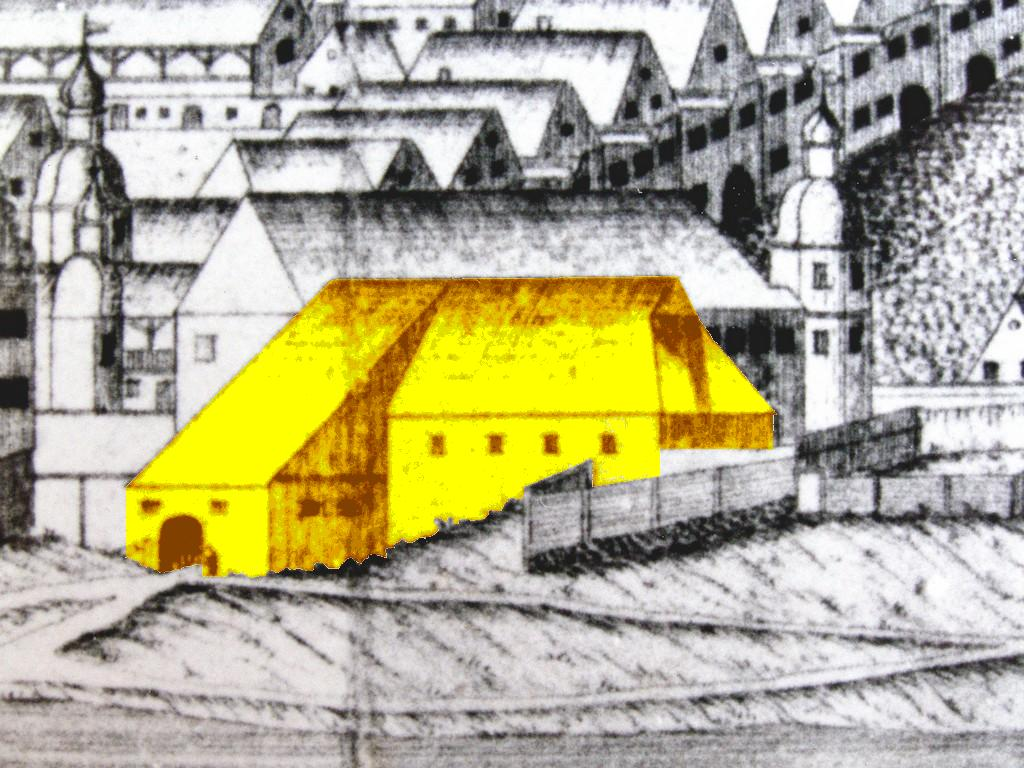
Dolní brána v roce 1716

Nacházela se v západní hradební zdi v Karlovarské ulici. Bránu tvořil komplex dvou staveb. Hlavním objektem byla masivní patrová výrazně obdélná stavba přiložená k jižnímu opevnění hradu, kratší stranou byl objekt předsazen před hradební zeď. V přízemí se na straně hradu nacházel průjezd brány, patrně uzavíraná padací mříží, ve zbývající části přízemí se nacházely masné krámy toužimských řezníků. V patře se nacházela zbrojnice (původně snad městská, později zámecká). Vnější a boční strana objektu byla v patře opatřena střílnami. Střecha byla sedlová, s polovalbou.
Druhým objektem bylo obdélné předbraní, předsazené k průjezdu brány, s kulisovou bránou, krytou zřejmě padacím mostem. Později bylo předbraní zastřešeno.
Brána byla obnovována po požárech města a po povodních. Po požáru města v roce 1752 byl hlavní patrový objekt brány zbořen, funkci brány převzalo původní předbraní. Po dalším požáru v roce 1847 však krajský úřad městu zakázal její obnovu a přikázal její zbourání z důvodu překážky na císařské silnici z Plzně do Lokte.

#### Horní městská brána a věž

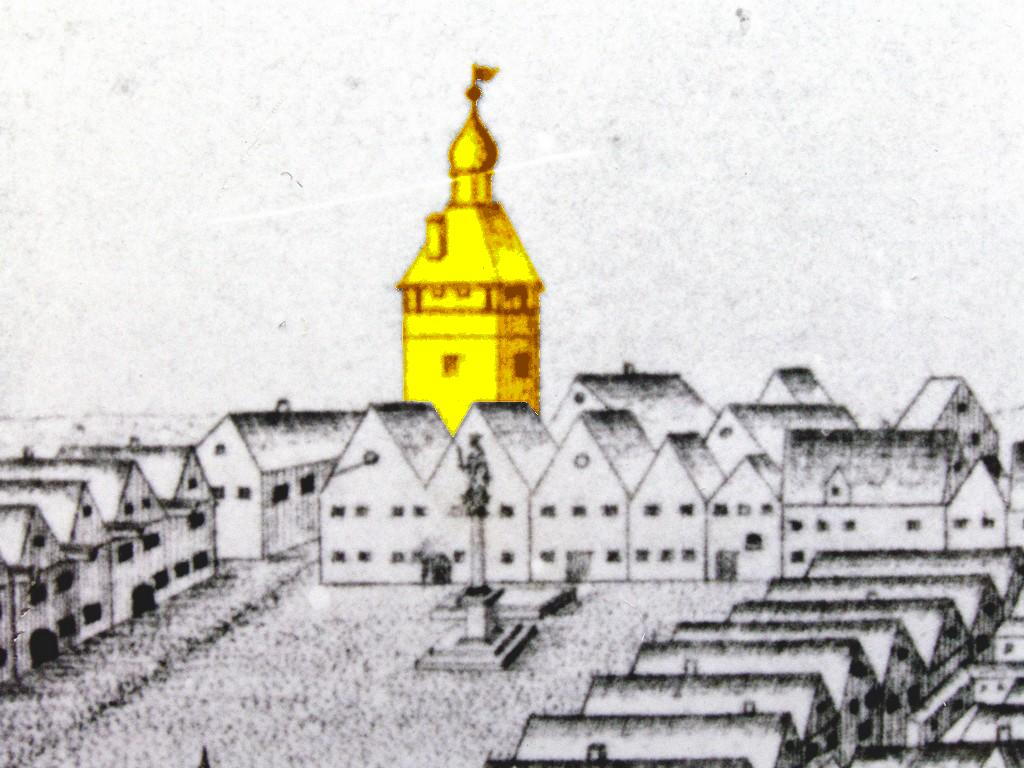
Horní brána a městská věž v roce 1716

Horní městská brána a věž stála ve východní hradební zdi, v dnešní Plzeňské ulici. Byla to masivní hranolová zděná kamenná stavba se základnou o délce deset metrů a šířce osm metrů a s výškou asi 42 metrů. Stavba byla zčásti předsazena delší stranou před hradební zeď, takže umožňovala její flankování. Spodní část stavby tvořila patrová stavba brány, v přízemí se nacházel průjezd brány, nad ním v patře patrně strážnice nebo šatlava. Jako nástavba z ní vyrůstala několikapatrová čtvercová městská věž, zakončená ochozem s obytným patrem nočního strážce. Zastřešena byla vysokou stanovou střechou zakončenou lucernou s cibulkou. V lucerně byl zavěšen poplachový „požární“ zvon. Po roce 1661 byla nad bránou umístěna pamětní deska. Patrně v 17. století byly na městskou věž umístěny hodiny. Průjezd brány byl z vnější strany zřejmě krytý padacím mostem. Lze předpokládat, že byl opatřen i padací mříží.
Stavba byla obnovována po požárech města, po požáru v roce 1847 však krajský úřad městu zakázal její obnovu a přikázal její zbourání z důvodu překážky na císařské silnici z Plzně do Lokte. Pamětní deska z brány byla přenesena na sousední dům čp. 53, kam byly přeneseny i městské hodiny.

#### Kostelní brána

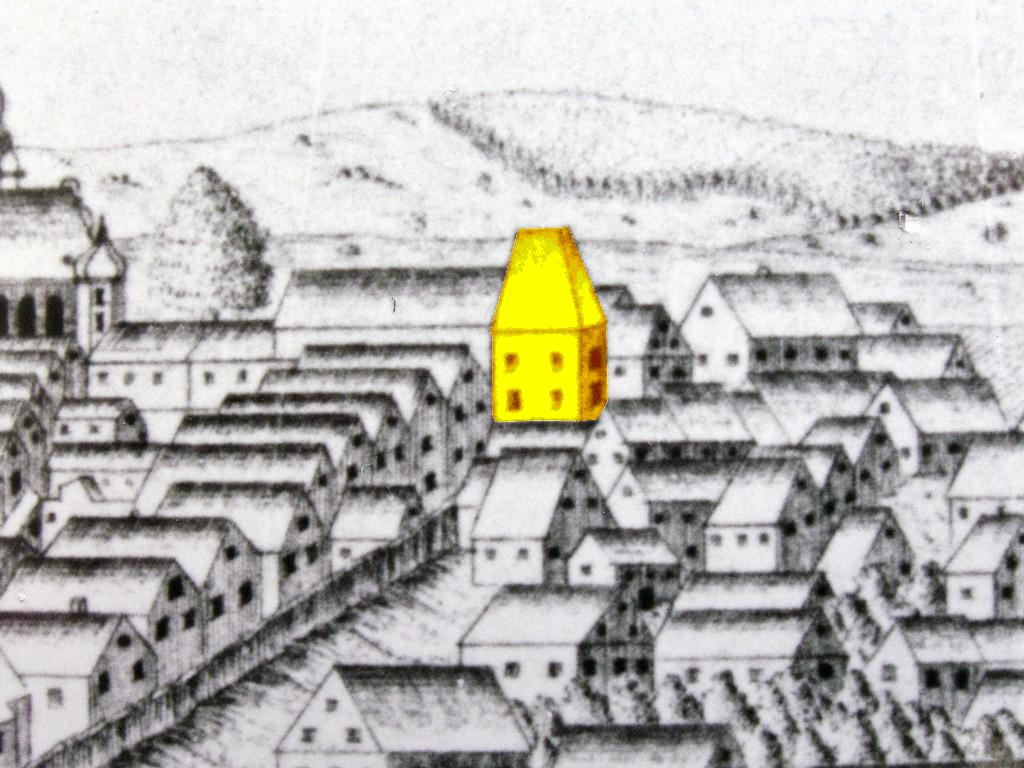
Kostelní brána v roce 1716.

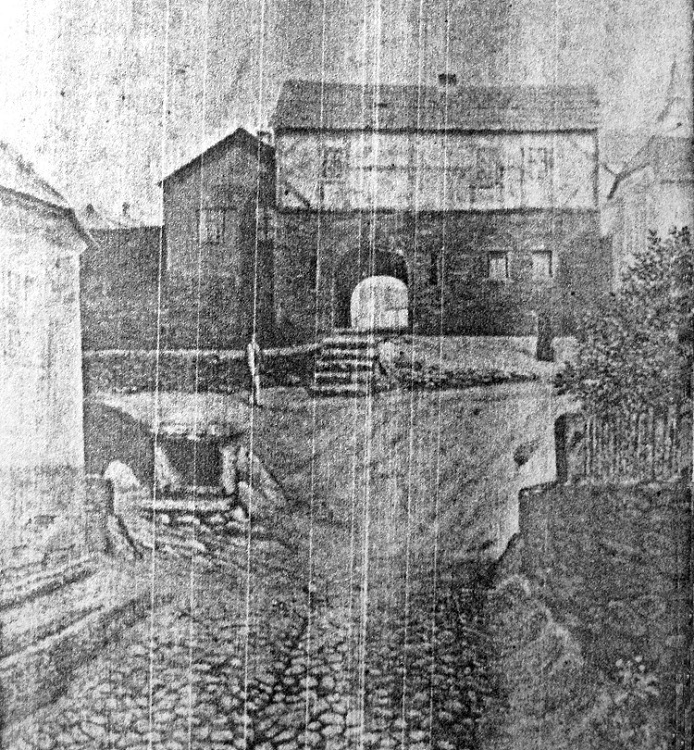
Městská Kostelní brána po požáru v roce 1872

Kostelní brána stála v jižní hradební zdi, v dnešní Kostelní ulici. Byla to obdélná věžovitá, dvoupatrová stavba, zastřešená zřejmě polovalbovou střechou a předsazená kratší stranou před hradební zeď. Průjezd brány se nacházel v západní části přízemí. Obnovována byla po požárech města, v roce 1847 byla odstraněna horní patra a nahrazena hrázděnou nástavbou se sedlovou střechou. Objekt byl dán k dispozici místní židovské obci ke zřízení modlitebny. Po dalším požáru v roce 1872 byla brána zbořena.

### Hradební příkopy a valy
Hradební a parkánová zeď byla doplněna zemním opevněním v podobě hradebního příkopu a valu. Ty se nacházely zejména na méně chráněné severní, východní a jižní straně (dnešní východní část ulice Pod Brankou se nazývala německy Am Graben – Příkopy).
Příkopy a valy postupně zanikaly od 17. století, kdy byly zaváženy odpadky a sutí po požárech města a zčásti zastavěny novou zástavbou, v souvislosti s rozšiřováním města a ztrátou významu městského opevnění. Dochovaly se archeologické pozůstatky.    

### Zámecký rybník
Zámecký rybník byl založen asi brzy po založení města v roce 1469, aby zdokonalil fortifikační systém města. Kromě fortifikační funkce sloužil také k napájení náhonu panského Zámeckého mlýna a do vybudování vodovodu i jako zdroj vody pro město. Hráz byla situována pod areálem dnešního zámku a zatopená plocha sahala až k dnešní Tepelské ulici.
Po koruně hráze rybníka procházela hlavní komunikace z Prahy do Lokte. Hráz byla důmyslně navržena tak, aby byla komunikace dokonale kontrolovaná z fortifikací přilehlého hradu a města. Nehradila údolí kolmo k jeho ose a neprobíhala přímo, ale byla vedena šikmo a byla zalomená. Pod hradem se nacházel přeliv hráze, překlenutý dvouobloukovým, kamenným mostem, se zužující se vozovkou.
Hráz se v průběhu staletí několikrát protrhla. Po poslední velké povodni v roce 1872 zůstal rybník vypuštěný a již nebyl obnoven. V rámci regenerace památkové zóny se zvažuje jeho revitalizace.

### Další prvky městského opevnění

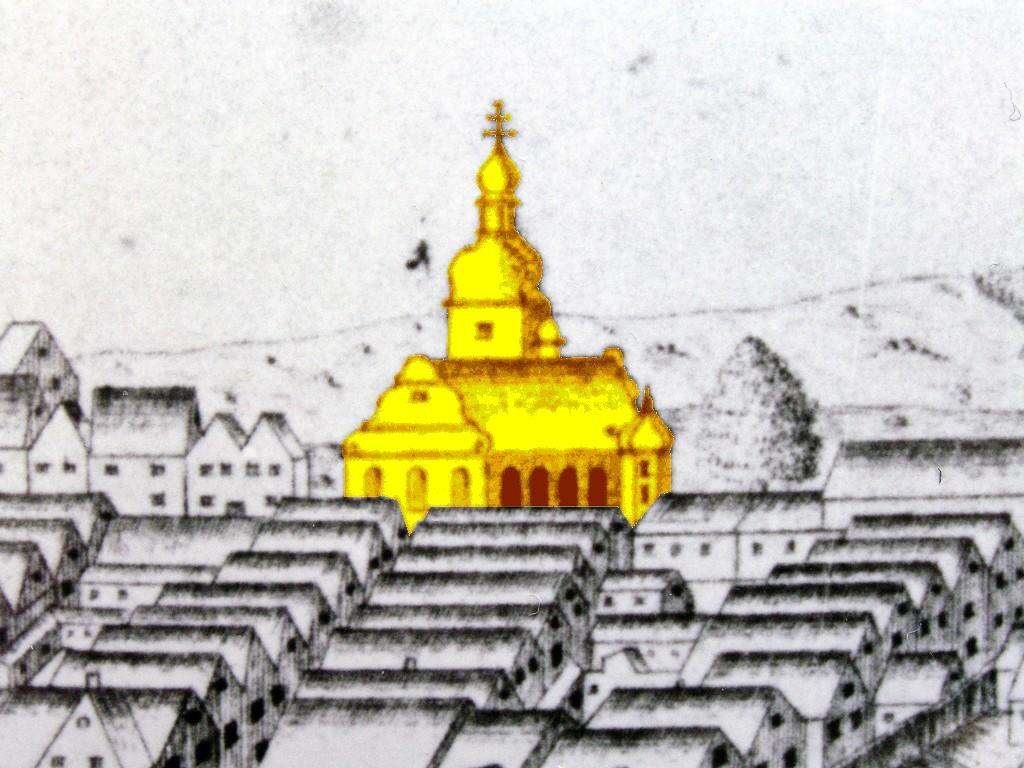
Kostel v roce 1716

Významným prvkem městských fortifikací se stal i nový farní kostel Narození Panny Marie. Ten zaujal méně chráněnou jihovýchodní část města, kterou zpevnil svou hmotou. Kostelní věž díky své výšce a umístění při hradební zdi byla využitelná pro aktivní obranu. Tomu odpovídá i její stavební řešení, patro bylo přístupné samostatným chráněným vstupem, patra byla opatřena střílnovými okénky.
Do fortifikačního systému lze zahrnout i jednotlivé domy v příhradebních blocích zástavby. Každý měšťanský dům za hradební zdí vytvářel uzavřenou sekci, kterou tvořil prostor dvora mezi domem, hradební zdí a bočními vysokými parcelními zídkami. Ty bránily po případném prolomení hradební zdi volnému proniknutí útočníků do města.  

### Opevnění předměstí
Od konce 15. století začala za městskými hradbami vznikat nová zástavba předměstí. Severně od města to byla Stodolová čtvrť, severovýchodně od města, při hlavní cestě na Prahu, čtvrť Předměstí. Horní Předměstí s Předměstským (dnes Malým) náměstím, na východní straně potom Dolní Předměstí s dnešní Farní ulicí. Na jihu, na obecních pastvinách, vzniká Vodní předměstí.
V Horním Předměstí nejdříve vznikají uzavřené areály zájezdních hospod a hospodářských dvorů, nový hřbitov s kostelem sv. Martina a v roce 1632 panský špitál. S postupným zahušťováním zástavby dochází k uzavření zástavby s využitím jednotlivých staveb, ohradních zdí jednotlivých domů a areálů. Do takto uzavřené části předměstí se od 17. století vstupovalo jednoduchou kulisovou Předměstskou bránou v dnešní Žlutické ulici, brána byla zbořena po roce 1847. Mezi nejdochovalejší součást opevnění patří ohradní zeď bývalé panské zájezdní hospody U Bílého koně čp. 12 (resp. k ní patřící tzv. Steinbachovy zahrady). Kamenná zeď o síle asi 0,75 metru a výšce asi dva metry je na úseku, který tvoří vnější ohrazení Předměstí, opatřena střílnovými otvory pro muškety.
Do opevnění Předměstí lze zahrnout i stodolovou čtvrť mezi Předměstím a areálem zámku, stavby stodol a ohradní zídky či ploty ji uzavíraly mezi ohrazením Předměstí a ohradní zdí zámecké zahrady.

### Opevnění hradu a zámku
Areál hradu Toužim se po založení města stal součástí města, ale zůstal samostatným fortifikačním systémem. Tvořilo jej hradní jádro a předhradí s poplužním dvorem a kostelem svatého Jana Křtitele.
Opevnění areálu tvořily stavby hospodářské poplužního dvora, hradby, hradební bašty či věže a brány. Západní strana areálu byla dobře chráněna příkrým svahem a údolím říčky Střely, méně chráněná jižní a zejména východní a severní strana byla chráněna ještě zemním opevněním v podobě hradebního příkopu a valu.
Opevnění hradu bylo zdokonaleno po roce 1437, kdy se ho zmocnil husitský hejtman Jakoubek z Vřesovic. Hradní jádro získalo další pás hradeb s válcovými věžemi.
Po založení města patrně vznikl mohutný jihozápadní parkán, na který navázal objekt městské Dolní brány. Západní část hradního jádra byla zastavěna mohutným palácem, jehož spodní patro bylo vybaveno fortifikačními prvky v podobě čtyř dělostřeleckých komor s klíčovými střílnami.
V 16. století je hradní areál přestavován na renesanční zámek, severně od jádra je založena zámecká zahrada ohrazená kamennou zdí. Před rokem 1544 je starý poplužní dvůr přestavěn na dnešní Dolní zámek. Severovýchodně od něho je založen nový poplužní dvůr. Trojkřídlý komplex hospodářských objektů obklopujících rozlehlé nádvoří přiléhal k městské hradební zdi a vytvářel v předpolí hradby mohutnou polygonální baštu. Po obvodu byly zdi jednotlivých objektů prolomeny střílnami. Ve východním křídle byla umístěna tzv. Židovská brána (podle malého židovského ghetta založeného v 17. století) umožňující přístup z poplužního dvora do Předměstí.
Po roce 1623 je rozšířena zámecká zahrada s panským zámeckým pivovarem. Zahrada byla ohrazena kamennou ohradní zdí, která navazovala na fortifikace zámku. Na severním konci zahrady byl vybudován letohrádek (nelze vyloučit, že stavba byla pozůstatkem nějakého předsunutého opevnění gotického hradu).